# Lekkoatletyka na Igrzyskach Azji Wschodniej 2013

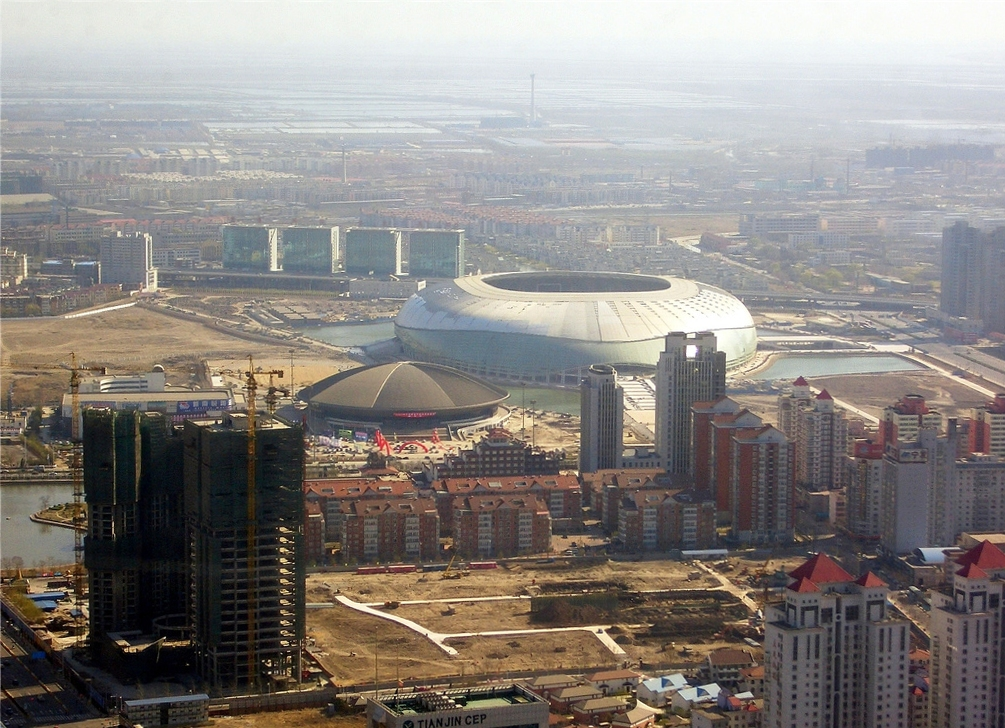
Stadion w Tiencinie

Lekkoatletyka na Igrzyskach Azji Wschodniej 2013 – zawody lekkoatletyczne, które rozegrano od 7 do 9 października w Tiencinie. Areną zmagań sportowców był Tianjin Olympic Center Stadium.

## Rezultaty

### Mężczyźni
| Konkurencja        | Złoto                                                                    | Wynik    | Srebro                                                                     | Wynik    | Brąz                                                                    | Wynik    |
| 100 m              | Su Bingtian                                                              | 10,31    | Ryōta Yamagata                                                             | 10,31    | Kazuma Ōseto                                                            | 10,48    |
| 200 m              | Asuka Cambridge                                                          | 20,93    | Shota Izuka                                                                | 21,01    | Cho Kyu-won                                                             | 21,57    |
| 400 m              | Lim Chan-ho                                                              | 46,58    | Chen Jianxin                                                               | 46,63    | Naoki Kobayashi                                                         | 46,76    |
| 800 m              | Shō Kawamoto                                                             | 1:53,18  | Teng Haining                                                               | 1:53,52  | Choi Hyun-ki                                                            | 1:54,56  |
| 1500 m             | Zhang Haikun                                                             | 3:52,85  | Shin Sang-min                                                              | 3:53,34  | Munkhbayar Narandulam                                                   | 3:54,10  |
| 5000 m             | Sota Hoshi                                                               | 14:25,00 | Ser-Od Bat-Ochir                                                           | 14:28,24 | Yu Seung-yeop                                                           | 14:30,57 |
| 110 m przez płotki | Jiang Fan                                                                | 13,58    | Kim Byung-jun                                                              | 13,61    | Ji Wei                                                                  | 13,70    |
| 400 m przez płotki | Cheng Wen                                                                | 49,66    | Chen Chieh                                                                 | 49,90    | Keisuke Nozawa                                                          | 50,61    |
| Sztafeta 4 × 100 m | Japonia · Ryōta Yamagata · Shōta Iizuka · Asuka Cambridge · Kazuma Ōseto | 38,44    | Hongkong · Tang Yik Chun · Lai Chun Ho · Ng Ka Fung · Tsui Chi Ho          | 39,12    | Chiny · Zhang Peimeng · Zheng Dongsheng · Su Bingtian · Liang Jiahong   | 39,19    |
| Sztafeta 4 × 400 m | Chiny · Cui Haojing · Chang Pengben · Zhang Yunpeng · Chen Jianxin       | 3:07,27  | Japonia · Kengo Yamazaki · Naoki Kobayashi · Shō Kawamoto · Keisuke Nozawa | 3:07,32  | Chińskie Tajpej · Chen Yu-teh · Wang Wen-tang · Lo Yen-yao · Chen Chieh | 3:10,72  |
| Skok o tyczce      | Seito Yamamoto                                                           | 5,50     | Zhou Bo                                                                    | 5,30     | Hiroki Ogita                                                            | 5,30     |
| Skok w dal         | Kim Sang-su                                                              | 7,71     | Yun Zhiming                                                                | 7,69     | Yuhi Oiwa                                                               | 7,64     |
| Trójskok           | Fu Haitao                                                                | 16,21    | Cao Shuo                                                                   | 16,15    | Tsai Yi-da                                                              | 15,16    |
| Pchnięcie kulą     | Wang Guangfu                                                             | 19,34    | Wang Like                                                                  | 19,21    | Chang Ming-huang                                                        | 19,19    |
| Rzut młotem        | Wan Yong                                                                 | 69,26    | Lee Yun-chul                                                               | 67,65    | Qi Dakai                                                                | 67,01    |
| Rzut oszczepem     | Zhao Qinggang                                                            | 82,97    | Huang Shih-feng                                                            | 82,11 NR | Genki Dean                                                              | 77,35    |

### Kobiety
| Konkurencja           | Złoto                                                            | Wynik    | Srebro                                                               | Wynik    | Brąz                                                                            | Wynik       |
| 100 m                 | Wei Yongli                                                       | 11,57    | Tao Yujia                                                            | 11,72    | Akane Kimura                                                                    | 11,99       |
| 200 m                 | Wei Yongli                                                       | 23,71    | Yuan Qiqi                                                            | 24,15    | Kim Min-ji                                                                      | 24,25       |
| 400 m                 | Chen Jingwen                                                     | 53,76    | Tang Xiaoyin                                                         | 54,31    | Saki Torihara                                                                   | 54,92       |
| 800 m                 | Song Tingting                                                    | 2:08,89  | Miho Ito                                                             | 2:11,07  | Khishigsaikhan Galbadrakh                                                       | 2:16,28     |
| 1500 m                | Zhao Jing                                                        | 4:17,87  | Liu Fang                                                             | 4:19,40  | Chikako Mori                                                                    | 4:20,04     |
| 5000 m                | Riko Matsuzaki                                                   | 16:09,72 | Kim Chun Mi                                                          | 16:35,79 | Fu Tinglian                                                                     | 16:40,52    |
| 10 000 m              | Yuko Shimizu                                                     | 32:50,42 | Jiang Xiaoli                                                         | 34:04,57 | Kim Chun Mi                                                                     | 34:17,29    |
| 100 m przez płotki    | Wu Shuijiao                                                      | 12,93    | Eriko Soma                                                           | 13,22    | Jung Hye-lim                                                                    | 13,41       |
| 400 m przez płotki    | Xiao Xia                                                         | 56,97    | Sayaka Aoki                                                          | 58,06    | Jo Eun-ju                                                                       | 58,44       |
| 3000 m z przeszkodami | Li Zhenzhu                                                       | 9:53,17  | Misaki Sango                                                         | 9:54,02  | Pak Kum-hyang                                                                   | 10:04,83 NR |
| Sztafeta 4 × 100 m    | Chiny · Tao Yujia · Wei Yongli · Lin Huijun · Yuan Qiqi          | 43,66    | Japonia · Anna Doi · Akane Kimura · Kana Ichikawa · Yuki Tamura      | 45,17    | Chińskie Tajpej · Syu Yong-jie · Huang Yu-ching · Ko Ching-ting · Shen Wan-zhen | 45,61       |
| Sztafeta 4 × 400 m    | Chiny · Zhou Yanling · Chen Yanmei · Tang Xiaoyin · Chen Jingwen | 3:35,65  | Japonia · Sayaka Aoki · Saki Torihara · Haruka Shibata · Miho Shingu | 3:40,55  | Hongkong · Poon Hang Wai · Chan Sin Hung · Christy Ho Yan Lam · Poon Hang Wa    | 4:00,05     |
| Pchnięcie kulą        | Liu Xiangrong                                                    | 18,40    | Lin Chia-ying                                                        | 16,95    | Meng Qianqian                                                                   | 16,92       |

## Klasyfikacja medalowa
| Miejsce | Kraj             | Złoto | Srebro | Brąz | Razem |
| 1.      | Chiny            | 20    | 11     | 5    | 36    |
| 2.      | Japonia          | 7     | 9      | 9    | 25    |
| 3.      | Korea Południowa | 2     | 3      | 6    | 11    |
| 4.      | Chińskie Tajpej  | 0     | 3      | 4    | 7     |
| 5=      | Korea Północna   | 0     | 1      | 2    | 3     |
| 5=      | Mongolia         | 0     | 1      | 2    | 3     |
| 7.      | Hongkong         | 0     | 1      | 1    | 2     |
| Razem   | Razem            | 29    | 29     | 29   | 87    |

## Rekordy
Podczas igrzysk ustanowiono 7 krajowych rekordów w kategorii seniorów:
| Zawodnik                                              | Reprezentacja   | Konkurencja                        | Rezultat |
| ----------------------------------------------------- | --------------- | ---------------------------------- | -------- |
| Iong Kim Fai                                          | Makau           | bieg na 110 metrów przez płotki    | 14,49    |
| Huang Shih-feng                                       | Chińskie Tajpej | rzut oszczepem                     | 82,11    |
| Pao Hin Fong Yang Zi Xian Lao Iong Lam Kin Hang       | Makau           | sztafeta 4 × 100 metrów            | 40,77    |
| Chan Ka Chun Choi Ho Sing Shiu Chau Ping Chan Yan Lam | Hongkong        | sztafeta 4 × 400 metrów            | 40,77    |
| Luvsanlkhundeg Otgonbayar                             | Mongolia        | bieg na 5000 metrów                | 16:50,45 |
| Pak Kum-hyang                                         | Korea Północna  | bieg na 3000 metrów z przeszkodami | 10:04,83 |
| Yiu Kit Ching                                         | Hongkong        | bieg na 3000 metrów z przeszkodami | 10:25,81 |